# Maset Obert (Sant Jaume d'Enveja)
Maset Obert és una obra de Sant Jaume d'Enveja (Montsià) inclosa a l'Inventari del Patrimoni Arquitectònic de Catalunya.

## Descripció
Masia d'un sol pis, de planta rectangular realitzada en pedra i teulada a doble vessant. El més interessant és el forn de pa, de forma semiesfèrica sobre una base quadrada. Aquest tipus de forn és típic de les masies i cases antigues del terreny, ja que cada família pastava i coïa el seu propi pa.